# Scrubs - Medici ai primi ferri
Scrubs - Medici ai primi ferri (Scrubs) è una serie televisiva statunitense ideata da Bill Lawrence e prodotta dal 2001 al 2010.
Il titolo della serie è un gioco di parole: con i termini "scrubs" e "to scrub", infatti, si indica la divisa indossata da medici e infermieri, la pratica chirurgica di lavarsi accuratamente le mani prima di un intervento, ma anche una persona insignificante o di poco conto (in questo caso può essere tradotto con "principianti", a indicare la poca esperienza dei protagonisti nella professione medica).
Negli Stati Uniti Scrubs, prodotta dalla Touchstone Pictures, poi diventata ABC Studios, andò in onda in prima visione sulla NBC per le prime sette stagioni e poi sulla ABC per le ultime due. In Italia tutte le nove stagioni della serie sono andate in onda in prima visione su MTV; la serie, inoltre, è andata in onda sul canale satellitare Fox.

## Trama

### Scrubs
Il primo episodio introduce John Michael Dorian, soprannominato più semplicemente J.D., e il suo miglior amico Christopher Turk nel loro primo giorno di tirocinio all'Ospedale Sacro Cuore. J.D. conosce in sequenza Elliot Reid, una compagna d'internato di cui subito s'innamora; il dottor Perry Cox, suo riluttante mentore; il primario di medicina, il dottor Robert Kelso, che sembra essere più preoccupato del budget che della salute e del destino dei suoi pazienti; e la capoinfermiera Carla Espinosa, abituata a prendere sotto la sua ala protettrice i nuovi arrivati, e che presto diventa la fidanzata di Turk; l'Inserviente senza nome, il cui unico scopo è rendere impossibile l'esistenza di J.D. all'interno della struttura ospedaliera.
Le prime otto stagioni sono interamente narrate dal punto di vista di J.D., protagonista e narratore fuori campo di ogni episodio (a eccezione di alcuni in cui la narrazione si sposta appositamente verso gli altri personaggi).

### Scrubs: Med School
La nona stagione di Scrubs è ambientata ancora al Sacro Cuore, ma l'ospedale risulta totalmente trasformato per il nuovo ruolo assunto di facoltà di medicina. Alla cura dei pazienti si alternano infatti le lezioni universitarie per i giovani specializzandi.
Dei precedenti protagonisti rimangono solo Cox, Turk e Denise, affiancati adesso nel cast principale dai nuovi studenti di medicina: Lucy Bennett (nuova voce narrante, accanto a quella di J.D.), Drew Suffin e Cole Aaronson. Proprio per le differenze di questa stagione rispetto alle precedenti, ha come sottotitolo Med School; il creatore Bill Lawrence considera infatti terminato Scrubs con l'ultimo episodio dell'ottava stagione. Anche la sigla è totalmente rinnovata.
In questa stagione sono assenti alcuni protagonisti come Carla e l'inserviente (che compare solo per un breve cameo iniziale), mentre altri hanno un ruolo di secondo piano (come ad esempio Elliot e Kelso), in quanto i nuovi studenti occupano più spazio nelle vicende.

## Episodi
| Stagione         | Episodi | Prima TV originale | Prima TV Italia |
| ---------------- | ------- | ------------------ | --------------- |
| Prima stagione   | 24      | 2001-2002          | 2003            |
| Seconda stagione | 22      | 2002-2003          | 2003            |
| Terza stagione   | 22      | 2003-2004          | 2004-2005       |
| Quarta stagione  | 25      | 2004-2005          | 2005            |
| Quinta stagione  | 24      | 2006               | 2006-2007       |
| Sesta stagione   | 22      | 2006-2007          | 2007            |
| Settima stagione | 11      | 2007-2008          | 2008            |
| Ottava stagione  | 19      | 2009               | 2009            |
| Nona stagione    | 13      | 2009-2010          | 2010            |

## Personaggi e interpreti

### Personaggi principali
- John Michael "J.D." Dorian (stagioni 1-9),[1] interpretato da Zach Braff, doppiato da Alessandro Quarta.
- Elliot Reid (stagioni 1-8, ricorrente 9), interpretata da Sarah Chalke, doppiata da Chiara Colizzi.
- Christopher Turk (stagioni 1-9), interpretato da Donald Faison, doppiato da Nanni Baldini.
- Carla Espinosa (stagioni 1-8), interpretata da Judy Reyes, doppiata da Ilaria Latini.
- Percival "Perry" Ulysses Cox (stagioni 1-9), interpretato da John C. McGinley, doppiato da Angelo Maggi.
- Robert "Bob" Kelso (stagioni 1-8, ricorrente 9), interpretato da Ken Jenkins, doppiato da Carlo Reali.
- Inserviente (stagioni 2-8, ricorrente 1, guest 9), interpretato da Neil Flynn, doppiato da Nino Prester.
- Denise Mahoney (stagione 9, ricorrente 8), interpretata da Eliza Coupe, doppiata da Domitilla D'Amico.
- Lucy Bennett (stagione 9), interpretata da Kerry Bishé, doppiata da Francesca Manicone.
- Drew Suffin (stagione 9), interpretato da Michael Mosley, doppiato da Giorgio Borghetti.
- Cole Aaronson (stagione 9), interpretato da Dave Franco, doppiato da Marco Vivio.

### Personaggi secondari
- Jordan Sullivan (stagioni 1-9), interpretata da Christa Miller, doppiata da Claudia Catani (ep. 6-34) e da Sabrina Duranti (ep. 38-178).
- Theodore "Ted" Buckland (stagioni 1-9), interpretato da Sam Lloyd, doppiato da Gaetano Varcasia.
- Todd "Il Todd" Quinlan (stagioni 1-9), interpretato da Robert Maschio, doppiato da Francesco Pezzulli.
- Doug "Nervosetto" Murphy (stagioni 1-8), interpretato da Johnny Kastl, doppiato da Marco De Risi e da Corrado Conforti (st. 7).
- Laverne Roberts (stagioni 1-6, guest 8), interpretata da Aloma Wright, doppiata da Stefania Romagnoli.
- Kim Briggs (stagioni 5-8), interpretata da Elizabeth Banks, doppiata da Barbara De Bortoli (st. 5-7) e da Francesca Fiorentini (st. 8).
- Keith Dudemaister (stagioni 5-8), interpretato da Travis Schuldt, doppiato da Emiliano Coltorti.

### Camei
Vari membri della produzione di Scrubs sono apparsi in ruoli secondari all'interno della serie, come ad esempio il produttore Mike Schwartz nel ruolo di Lloyd il fattorino, e il produttore Randal Winston nel ruolo di Leonard, la guardia di sicurezza con l'uncino.
Nel 23º episodio della prima stagione, Il Mio eroe, c'è una scena in cui viene ripreso il tabellone delle prenotazioni per la sala operatoria, dove è segnato che a operare c'è Bill Lawrence. Lawrence appare nell'episodio La mia percezione errata, sesto della quinta stagione, quando tutto il Sacro Cuore va a fare una foto davanti all'ospedale: in primissimo piano compare per l'appunto Lawrence sdraiato e vestito da medico. Compare ancora nel 17º episodio della sesta stagione, La loro storia, nei panni di un visitatore che beve il caffè. Infine, in due episodi dell'ottava stagione: nel quindicesimo (è il ministro che officia il matrimonio, ex collega di studi di Todd) e nell'ultimo, in cui interpreta l'inserviente che saluta J.D.
Altri sceneggiatori della serie sono comparsi in piccoli camei durante la serie: John Inwood interpreta un medico nell'episodio La mia palla ballerina, il quarto della quinta stagione, mentre Deb Fordham, anch'ella sceneggiatrice, compare nei panni di una dottoressa nell'ottava stagione. Nell'episodio Il bimbo della bimba del mio migliore amico e il bimbo della mia bimba compare, nel ruolo di un vagabondo, l'addetto alla sicurezza degli studios.
Tra i camei veri e propri, nel 19º episodio della prima stagione compare R. Lee Ermey nei panni del padre dell'Inserviente; nel 22º episodio della seconda stagione appare Ryan Reynolds nei panni di Spence; nel 9º episodio della seconda stagione appare David Copperfield il quale stupisce J.D. con un gioco di magia; nel 12º e 13º episodio della terza stagione appare Michael J. Fox nei panni del dottor Kevin Casey; in nove episodi della quarta stagione appare Heather Graham nei panni della dottoressa Molly Clock; nell'11º episodio della quarta stagione appare Matthew Perry nei panni di Murray; nei primi tre episodi dell'ottava stagione Courteney Cox interpreta la primaria di medicina Taylor Maddox; nel 23º e 22º episodio della prima stagione, e nel 14° della terza, Brendan Fraser interpreta Ben Sullivan, fratello di Jordan e migliore amico di Cox; nel 14º episodio della quarta stagione appare come guest star Colin Farrell, nei panni di un ragazzo irlandese che accompagna un suo amico in ospedale, dopo essere stati protagonisti di una rissa in un pub; in vari episodi, inoltre, Tara Reid interpreta Danni Sullivan, sorella di Jordan e Ben oltreché fiamma di J.D.; infine appare in più occasioni Colin Hay, cantante dei Men at Work, il quale esegue dei propri pezzi accompagnato dalla sua chitarra.

## Produzione

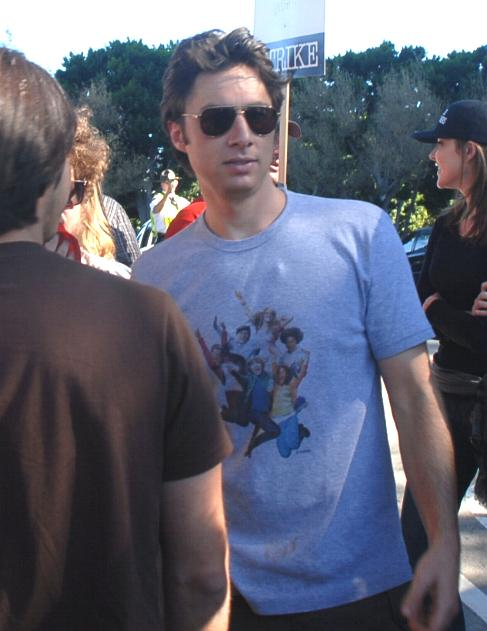
Zach Braff, protagonista di tutte le stagioni Scrubs, pur diradando le sue apparizioni in Scrubs: Med School.

La prima pubblicità della serie presenta Scrubs come: «Più clinico di ER, più cinico di Ally McBeal, più piccante di Sex and the City, più frizzante di Friends».
La settima stagione, composta di 18 episodi, sarebbe dovuta essere l'ultima. Tuttavia, a causa dello sciopero degli sceneggiatori (durato da novembre 2007 a febbraio 2008), furono realizzati solo 11 episodi, lasciando la stagione incompiuta. ABC comprò dunque i diritti della serie per produrre un'ottava stagione (andata in onda nel 2009), il cui l'ultimo episodio fu girato per essere un vero e proprio finale di serie. Invece, nel maggio dello stesso anno ABC rinnovò la serie per una nona stagione (dove però avvenne un cambiamento sostanziale nei personaggi e nell'ambientazione), andata in onda nel 2010.
Lawrence dichiarò inizialmente che l'ottava stagione sarebbe stata quella conclusiva se Braff non avesse partecipato neanche ad un episodio, e che se così fosse stato si sarebbe probabilmente dedicato ad un altro programma.
Alcuni mesi più tardi, venne confermato che la nona stagione aveva il 50% di possibilità di essere prodotta, che l'episodio My Finale non sarebbe stato quello conclusivo e che ABC aveva aperto i colloqui per rinnovare di un altro anno la serie. Lawrence dichiarò in un'intervista che "lo Scrubs che conosciamo" è finito con l'ottava stagione, e che c'è la possibilità di un recasting per una nuova sitcom, sullo stile di E.R. - Medici in prima linea.
Il 23 marzo 2010 Zach Braff annunciò sulla sua pagina Facebook che la serie non sarebbe tornata per una decima stagione e il 14 maggio 2010 ABC comunicò la cancellazione della serie.

### Location

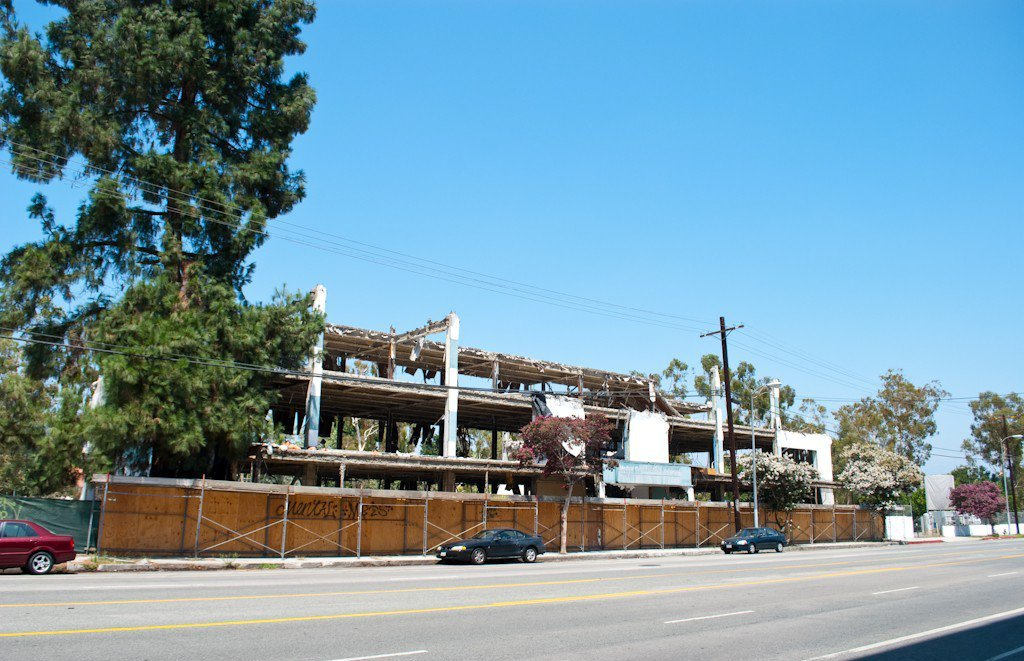
Il set di Scrubs in fase di demolizione (North Hollywood Medical Center, Los Angeles, agosto 2011)

Le prime otto stagioni di Scrubs sono state girate all'interno del North Hollywood Medical Center, al 12629 Riverside Drive a North Hollywood, un ospedale di Los Angeles chiuso alcuni anni prima dell'inizio della serie. Negli extra dei DVD della prima stagione Sarah Chalke racconta di come, durante i primi giorni di riprese, molte persone si presentassero all'ingresso del set a chiedere assistenza medica, credendo si trattasse di un vero ospedale. All'interno dell'edificio sono state anche ricostruite tutte le diverse ambientazioni della serie, come le case di J.D. e Turk e del Dottor Cox, e il pub dove i protagonisti s'incontrano al di fuori dell'ospedale. Sempre all'interno dell'ospedale si trovano gli studi di post-produzione, le sale di doppiaggio e tutti i camerini degli attori.
Invece dei più tradizionali caravan in cui il cast può ritirarsi durante le pause, a tutti sono state date vecchie stanze d'ospedale e una piccola indennità per decorarle. In alcuni casi, quando le riprese andavano avanti fino a tardi, o quando il cast e la troupe uscivano dopo il lavoro, alcuni, come John C. McGinley, andavano a dormire nel camerino dell'ospedale invece di tornare a casa.
Il Sacred Heart Hospital (nell'edizione italiana tradotto in Ospedale del Sacro Cuore o il Sacro Cuore), spesso abbreviato con la sigla SHH, è l'ospedale universitario in cui è ambientata la serie. Nella finzione esso era situato a "San DiFrangeles", in California, prima di essere smantellato e demolito nella nona stagione della serie stessa (il bizzarro nome della città costituisce probabilmente l'unione dei nomi delle metropoli californiane di San Francisco, San Diego e Los Angeles). Lo stemma dell'ospedale è formato da un cuore che è diviso da quattro frecce, ognuna che indica un diverso punto cardinale, e che è legato da due rovi spinosi. Il dottor Robert Kelso è capo dell'amministrazione fino agli ultimi episodi della settima stagione, in cui si dimette e il posto viene affidato al dottor Perry Cox. Carla Espinosa è il capo delle infermiere dell'ospedale.
In seguito allo smantellamento dell'ospedale di Burbank, la produzione si è spostata ai Culver Studios. L'edificio utilizzato per gli esterni del nuovo Sacred Heart Hospital si trova all'incrocio tra Ince Boulevard e Lindblade Street a Culver City, California (34.023988 ° N 118.391414 ° W).

### Sigla
La traccia audio della sigla è Superman dei Lazlo Bane.
Il video è un montaggio incrociato di più riprese dei protagonisti che si passano di mano in mano un radiogramma. La sequenza inizia con il personaggio di J.D. e prosegue in dissolvenza incrociata sugli altri: l'ultimo ad apparire è nuovamente J.D., che riprende in mano la radiografia e la appoggia su un diafanoscopio. La lastra radiografica è però appesa al contrario (l'ombra cardiaca è a destra e non a sinistra): nell'episodio La mia urologa della quinta stagione, l'attrice Elizabeth Banks, nel ruolo di Kim Briggs, alla fine della sigla ruota la lastra confermando che era al contrario e che avrebbe sempre voluto farlo.
All'inizio della seconda stagione venne utilizzata una sigla più lunga (con una versione allungata anche di "Superman") in cui compaiono tutti i personaggi di rilievo; la sigla includeva i nomi degli attori (compreso quello dell'inserviente). Si tornò però alla versione originale, a causa delle lamentele dei fan.
Per la nona stagione viene utilizzata una sigla totalmente rinnovata e una nuova versione di Superman.

### Struttura
Ogni episodio inizia con un prologo di J.D. in cui racconta la prima parte della sua riflessione su ciò che accade nella vita, dopo di che inizia la sigla della serie. L'episodio termina allo stesso modo, con J.D. che conclude la sua riflessione e che in qualche modo lega tutte le storie principali e secondarie raccontate.
La struttura interna degli episodi è altrettanto particolare: soprattutto nelle prime due stagioni, la storia principale vede J.D. e gli altri specializzandi che cercano di curare un determinato paziente e parallelamente ci vengono raccontate vicende della vita quotidiana di Elliot, J.D., Turk e Carla. Più avanti (soprattutto dalla quinta stagione) i pazienti saranno solo una parte secondaria della trama, e rare volte diventeranno così importanti da rendere le loro vicende la storia principale (come ad esempio il soldato Dancer nella sesta stagione).
Realtà e fantasia si alternano in ogni episodio: la fantasia è quella di J.D., il protagonista, che dà vita a situazioni surreali e grottesche ricollegate alla realtà ospedaliera. Questa tecnica di racconto viene utilizzata in tutti gli episodi delle prime otto stagioni, specialmente nella prima (5-6 fantasie per episodio). Nelle stagioni successive si ridurranno a una per episodio (fino a scomparire in vari episodi della nona stagione); alternata con uno o più flashback attraverso i quali si ha modo di scoprire cosa sia successo nelle vite dei personaggi.
Durante tutto l'episodio inoltre si sentono i pensieri di J.D. su ciò che gli sta accadendo. Nell'episodio Il mio finale, inoltre, viene fatto uso di un flashforward che ci presenta la vita dei personaggi nel loro futuro. Un'altra eccezione è stata fatta nell'episodio I miei camici della sesta stagione, in cui è presente una fantasia nella fantasia. L'episodio in cui sono presenti più fantasie è Il mio Gesù personale, della prima stagione, in cui ne sono presenti 8.
La quasi totalità dei titoli degli episodi delle prime otto stagioni, narrate da J.D., iniziano con «My...» («Il mio...», «La mia...», «I miei...», «Le mie...»). A partire dalla seconda stagione si sono avute parziali eccezioni a questo schema narrativo, in quanto sono stati inseriti sporadici episodi narrati da altri personaggi: «His Story» (narrato dal Dottor Cox), «His Story II» (Turk), «Her Story» (Elliot), «Her Story II» (Carla), «His Story III» (Inserviente), «His Story IV» (Kelso), «Their Story» (Jordan, Ted e Todd) e «Their Story II» (specializzandi); generalmente, il pretesto per il cambio di punto di vista è il fatto che, all'inizio dell'episodio, J.D. ha toccato o urtato accidentalmente il nuovo narratore. I titoli degli episodi della nona stagione, invece, iniziano con «Our...» («Il nostro...», «La nostra...») e sono raccontati da Lucy.
Nelle serie vengono fatte numerose citazione ad altre opere televisive, cinematografiche e letterarie.

## Colonna sonora
Nella serie è presente un motivo musicale usato nelle scene tristi. Nella quarta stagione era diventato così famoso che, secondo i produttori, si era trasformato in un cliché. Infatti nell'episodio La nuova amica della mia vecchia amica, J.D. chiede aiuto al Dottor Cox dicendogli: "Viene a vedere il mio paziente, mi insegna la lezione e poi parte la musica. Già la sento..." e imita il motivetto.
Alcune canzoni presenti nella versione originale della serie,soprattutto nella seconda e nella terza stagione, sono state sostituite nelle versioni caricate dai portali streaming a causa della mancata copertura delle licenze.

## Accoglienza
Nelle prime tre stagioni, Scrubs ha ricevuto le candidature all'Emmy per il Casting, il Montaggio e la Sceneggiatura per una sitcom. Nella quarta stagione il programma ha ricevuto altre nomination come Miglior sitcom, Miglior attore protagonista di una sitcom (Zach Braff), Miglior montaggio per una serie ripresa in Multi-Camera (riferito praticamente solo al 17º episodio della quarta stagione, "La mia vita come una sitcom", visto che la tecnica di ripresa dell'episodio è principalmente quella a camera singola), e casting.
Altri premi vinti dallo show sono l'Humanitas Prize vinto 3 volte su 7 nomination totali, nel 2002, 2008 e 2009 per la categoria 30 minuti (per gli episodi "La mia vecchia signora", "Il mio lungo addio" e "Le mie ultime parole"), e il premio Sean Murtha.
Zach Braff è stato candidato quattro volte per il Teen Choice Awards (senza però mai vincere), all'Emmy Award e al Satellite Award nel 2005, e tre volte per il Golden Globe come miglior attore in una serie commedia o musicale, nel 2005, 2006 e 2007; questi ultimi sono però stati vinti rispettivamente da Jason Bateman per Arrested Development - Ti presento i miei, Steve Carell per The Office e Alec Baldwin per 30 Rock.
Nel 2006 l'episodio Il mio fegato a pezzetti della quinta stagione è stato candidato al The Sentinel for Health Awards. Sempre nello stesso anno l'episodio La mia strada verso casa ha vinto il Peabody Award come migliore episodio.
Il mio disastro e Il mio pranzo sono gli episodi di una serie televisiva con il voto più alto mai registrato su TV.com, con una media di 9.8 su un massimo di 10 entrambi, seguiti dall'episodio Il mio finale che si classifica come terzo episodio con il voto più alto assoluto con un voto di 9.7 su un massimo di 10. Quest'ultimo episodio diventa così anche il finale di serie con il più alto voto mai registrato sul sito.
Sempre sullo stesso sito Scrubs - Medici ai primi ferri si è classificata al 5º posto nella lista dei 30 show con il voto più alto registrato sul sito, diventando così il dramedy (ovvero una serie televisiva che mischia il genere comico a quello drammatico) e la serie televisiva di genere medico ospedaliero meglio votata all'interno del sito.
Nel 2011 la rivista Empire ha inoltre classificato Scrubs - Medici ai primi ferri al 19º posto tra le 50 migliori serie televisive di tutti i tempi.

## Edizioni home video
Lista delle uscite in DVD di Scrubs:
| Nome del cofanetto | Date di uscita   | Date di uscita                          | Date di uscita    |
| Nome del cofanetto | Regione 1        | Regione 2                               | Regione 4         |
| Prima stagione     | 18 maggio 2005   | 27 giugno 2005                          | 29 giugno 2005    |
| Seconda stagione   | 15 novembre 2005 | 12 settembre 2005                       | 19 settembre 2005 |
| Terza stagione     | 9 maggio 2006    | 13 febbraio 2006                        | 22 febbraio 2006  |
| Quarta stagione    | 10 ottobre 2006  | 22 ottobre 2006                         | 27 settembre 2006 |
| Quinta stagione    | 22 maggio 2007   | 18 giugno 2007                          | 23 maggio 2007    |
| Sesta stagione     | 30 ottobre 2007  | 14 gennaio 2008 12 marzo 2008 in Italia | 5 dicembre 2007   |
| Settima stagione   | ---              | 1º dicembre 2009                        |                   |
| Ottava stagione    | ---              | 15 marzo 2011                           |                   |
| Nona stagione      | ---              | 15 marzo 2011                           |                   |

## Webserie
Durante l'ottava stagione è stata realizzata la webserie Scrubs: Interns, resa disponibile sul sito web della ABC. Ogni webisodio racconta le vicende dei nuovi specializzandi viste attraverso un video-diario tenuto da Sunny (Sonal Shah). In alcuni punti il video-diario fa riferimento a scene e situazioni viste negli episodi di Scrubs. La webserie è composta da 12 webisodi, dei quali 10 pubblicati settimanalmente da gennaio ad aprile 2009, e gli ultimi 2 introdotti nell'edizione DVD dell'ottava stagione.

## Altri media
Sulla serie è stato creato un videogioco chiamato Scrubs: The Video Game, uscito nei mesi estivi del 2011 per smartphone, e disponibile per iPhone (sull'App Store) e cellulari che supportano Android (su Google Play).
Nel film per la televisione Natale con i Muppet compare gran parte del cast di Scrubs nei loro ruoli nella serie TV, ovvero: Zach Braff, Sarah Chalke, Neil Flynn, John C. McGinley e Judy Reyes.